# Tacy sami (album Cree)
Tacy Sami – czwarta płyta zespołu Cree, dedykowana matce Sebastiana Riedla. Album wydany 10 grudnia 2007 przez Metal Mind Productions, nagrany został w lipcu 2007 w Preisner Studio, w Niepołomicach. Okładka, przedstawiająca twarz Indianina, zainspirowana jest twórczością malarza i rzeźbiarza Stanisława Szukalskiego. Na płycie gościnnie wystąpił gitarzysta Dżemu Jerzy Styczyński oraz saksofonista Dariusz Rybka.

## Lista utworów
| 1.  | "Ballada dla miłości"         |  |
|     |                               |  |
| 2.  | "Rozkoszny deszcz"            |  |
|     |                               |  |
| 3.  | "Swe drugie ja"               |  |
|     |                               |  |
| 4.  | "To co chciałeś"              |  |
|     |                               |  |
| 5.  | "Wszystko co mam… dla ciebie" |  |
|     |                               |  |
| 6.  | "Przywiązanie"                |  |
|     |                               |  |
| 7.  | "Sam sam sam"                 |  |
|     |                               |  |
| 8.  | "Tacy sami tacy mali"         |  |
|     |                               |  |
| 9.  | "Nagle ktoś"                  |  |
|     |                               |  |
| 10. | "Chciałem tak i mam"          |  |
|     |                               |  |